# Pycnopsyche luculenta
Pycnopsyche luculenta is een schietmot uit de familie Limnephilidae. De soort komt voor in het Nearctisch gebied.